# ليزلي فيسر
ليزلي فيسر (بالإنجليزية: Lesley Visser)‏ هي مقدمة برامج إذاعية ومعلقة رياضية أمريكية، ولدت في 11 سبتمبر 1953 في كوينسي في الولايات المتحدة.